# سوم بزرگ
سوم بزرگ فاصله‌ای در موسیقی است که از ۳ نت تشکیل شده و بین آن نت‌ها، ۲ پرده (یا ۴ نیم پرده) موجود باشد. به بیان دیگر، فاصلهٔ سومی که از ۴ نیم پرده تشکیل شده باشد سوم بزرگ گویند. مانند فاصلهٔ بین دو تا می؛ چرا که فاصلهٔ بین دو تا می از ۳ نت تشکیل شده (دو، ر، می) و این فاصله دارای ۴ نیم پرده است (دو -> دودیز -> ر -> ردیز -> می). براین اساس که هر نیم پرده برابر با ۱۰۰ سنت است، فضای بین دو نت ابتدایی و پایانی در یک فاصلهٔ سوم بزرگ، ۴۰۰ سنت می‌باشد.
- به‌طور کلی اگر به فاصله‌های بزرگ یا درست نیم پرده کروماتیک اضافه شود به فاصله افزوده تبدیل میگردتد.
  - به‌طور کلی اگر از فاصله‌های کوچک یا درست نیم پرده کروماتیک کسر شود به کاسته تبدیل میشود.
    - به‌طور کلی اگر از فاصله بزرگ نیم پرده کروماتیک کسر شود به فاصله کوچک تبدیل میشود.

سوم افزوده، سوم کوچک و سوم کاسته نیز فاصله‌های سوم هستند با این تفاوت که از تعداد نیم پردهٔ متفاوتی تشکیل شده‌اند. سوم افزوده دارای ۵ نیم پرده (مانند فاصلهٔ بین دو تا می دیز [فا])، سوم کوچک دارای ۳ نیم پرده (مانند دو تا می بمل) و سوم کاسته دارای ۲ نیم پرده (دو دیز تا می بمل) است.
فاصله‌های دیگری که با پسوند «بزرگ» نامگذاری شده‌اند، دوم بزرگ، ششم بزرگ و هفتم بزرگ هستند.
معکوس فاصلهٔ سوم بزرگ، ششم کوچک است.

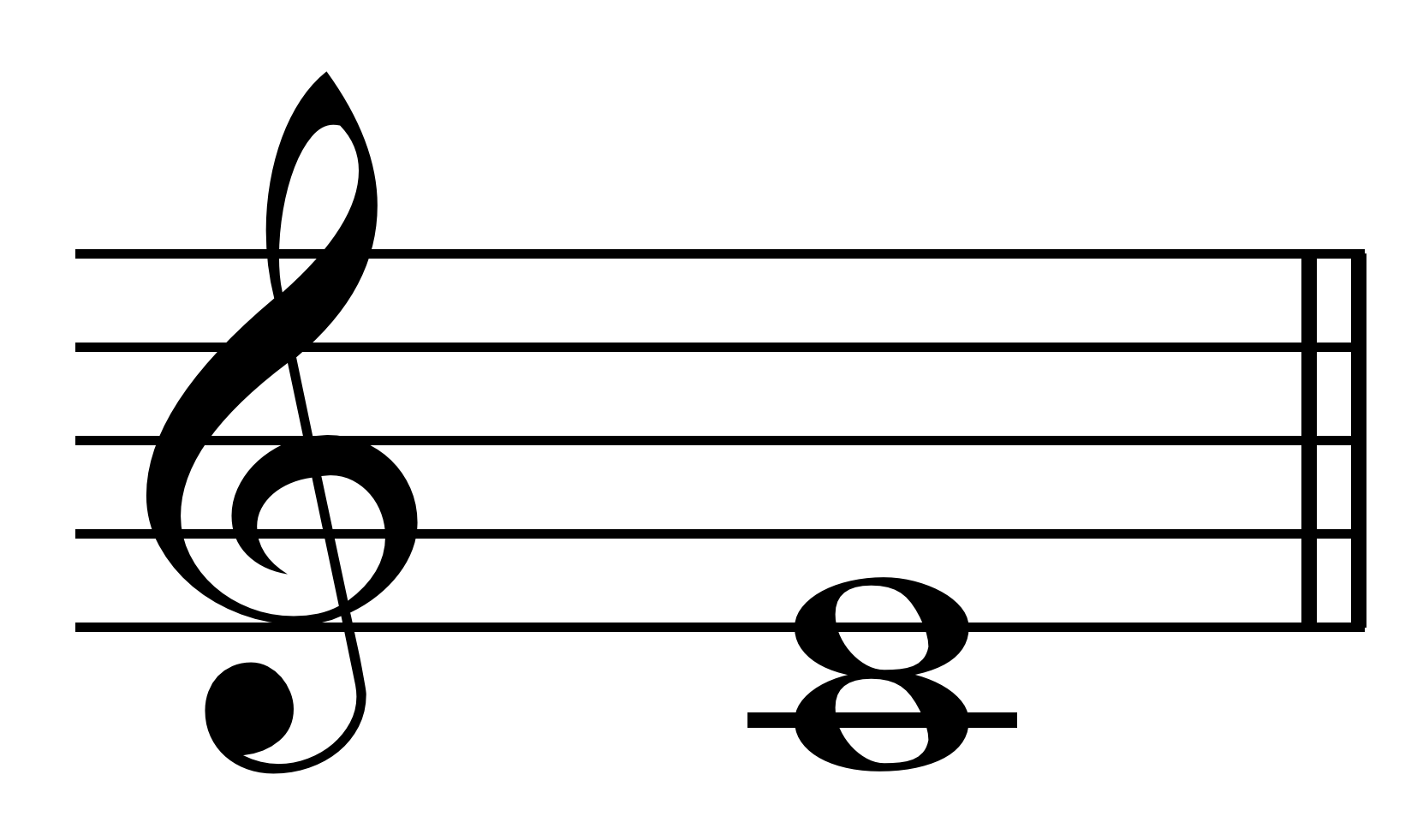
فاصلهٔ سوم بزرگ از نت «دو» تا «می»